# Nathan L. Bachman
Nathan Lynn Bachman (Chattanooga, 1878. augusztus 2. – Washington, 1937. április 23.) az Amerikai Egyesült Államok szenátora (Tennessee képviseletében, 1933–1937 között).

## Élete
Bachman a Tennessee állambeli Chattanooga városban született, és ott járt elemi és középiskolába. 1903-ban a Virginiai Egyetem jogi karán szerzett diplomát, majd visszatért szülővárosába, ahol ügyvédként praktizált. 1906-tól 1908-ig városi ügyész volt Chattanoogában. 1912-től 1918-ig bíró volt Hamilton megyében, majd 1924-es lemondásáig Tennessee állam Legfelsőbb Bíróságának bírája volt.
1924-ben sikertelenül indult a szenátusi választáson, de kilenc évvel később, 1933. február 28-án, amikor Cordell Hull szenátor lemondott, a kormányzó őt nevezte ki, hogy töltse ki Hull hivatali idejét. Az 1934-es választáson a polgárok is bizalmat szavaztak neki, így a következő ciklusban már saját jogán volt szenátor egészen 1937. április 23-án bekövetkezett haláláig. Bachman Washingtonban hunyt el és Chattanoogában temették el.